# Феєнорд
Феєнорд (нід. Feyenoord, МФА: [ˈfɛi̯əˌnoːrt]) — професіональний нідерландський футбольний клуб з міста Роттердама. Заснований 13 липня 1908 року під назвою Wilhelmina Rotterdam. За роки його кілька разів перейменовували, і в 1912 він дістав свою теперішню назву Feijenoord (на честь району міста Роттердама). Згодом ij замінили на у, щоб назву було зручно читати іноземцям. Домашнім полем «Феєнорда» з 1937 року є «Стадіон Феєнорд», який отримав прізвисько «Де Кейп» («ванна»), і є другим за величиною стадіоном у Нідерландах.
Клуб входить до трійки традиційних найсильніших клубів Чемпіонату Нідерландів (разом з «Аяксом» та ПСВ), які вже понад 40 років ділять між собою звання переможця. «Феєнорд» виграв 15 титулів чемпіона Нідерландів, 13 кубків і 4 суперкубків Нідерландів. На міжнародній арені, клуб виграв 1 Кубок європейських чемпіонів, два Кубка УЄФА і 1 Міжконтинентальний кубок. Клуб безперервно грав у вищому дивізіоні нідерландської футбольної системи з моменту підвищення до Ерсте Классе (змагання-попередника Ередивізі) у 1921 році — більше разів, ніж будь-який інший клуб у країні, включно з «Аяксом» та ПСВ.
Найуспішнішим періодом «Феєнорда» були 1960-1970-ті роки, коли Кун Мулейн і Уве Чіндваль привели клуб до шести чемпіонських титулів, двох європейських трофеїв і Міжконтинентального кубка, «Феєнорд» таким чином став першим нідерландським клубом в історії, який виграв і Кубок європейських чемпіонів, і Міжконтинентальний кубок. У 21 столітті «Феєнорд» виграв Кубок УЄФА 2002 проти «Боруссії Дортмунд» на своєму домашньому стадіоні, що робить їх єдиною командою з Нідерландів, яка виграла європейський трофей у цьому столітті.
«Феєнорд» має давнє суперництво зі своїм головним суперником «Аяксом» — протистояння між двома командами з двох найбільших міст Нідерландів під назвою «Де Классікер» («Класика»). Кольори домашньої футболки — червоний і білий, розділені посередині, а шорти та шкарпетки — чорні.

## Історія

### Заснування
Футбольний клуб «Вілгелміна» був заснований у пабі «Де Веренігінг» 19 липня 1908 року і грав у червоних сорочках із синіми рукавами та білих шортах. 1909 року після злиття з клубом «Волардінг» назва була змінена на HFC («Футбольна комбінація Гіллеслейссе», нід. Hillesluisse Football Combinatie). HFC приєднався до Роттердамської футбольної асоціації, але оскільки в Гарлемі вже існував клуб під назвою HFC, назву довелося знову змінити. Було обрано назву «РВВ Селерітас» (нід. RVV Celeritas), та команда почала виступати у футболці в горизонтальну жовто-чорну смужку та білих шортах.
У 1912 році клуб підвищився до Національної футбольної асоціації. Оскільки в цій асоціації вже існував клуб під назвою «Селерітас», «ГСВ Селерітас» з Рейсвейка, було обрано нову назву: "Роттердамська футбольна асоціація «Феєнорд» (нід. Rotterdamsche Voetbal Vereeniging Feijenoord). Клуб знову змінив форму, прийнявши червоно-білі футболки, чорні шорти та чорні шкарпетки, які він має досьогодні.
У серпні 1917 року нове клубне ігрове поле «Кромме Зандвеґ» було відкрито матчем проти клубу «Бі квік» із Зютфена, який програно з рахунком 2:3. Того ж 1917 року «Феєноорд» піднявся на найвищий рівень нідерландського футболу в межах його розширення. Проте у 1919 році західну групу «B», в якій виступав клуб, було повернено до другого дивізіону.

### Перші успіхи
У 1921 році «Феєнорд» вперше повноцінно вийшов на найвищий рівень нідерландського футболу. Лише через три роки після цього, та 18 років після створення клубу, «Феєнорд» завоював свій перший титул, вигравши Чемпіонат національної ліги в 1924 році. На той час, чемпіонат складався з кількох регіональних дивізіонів, переможці яких грали фінальний раунд плей-оф. У другій половині десятиліття команда досягла низки успіхів, вигравши свій дивізіон у 1926, 1927, 1928 та 1929 роках, а також вигравши свій другий національний чемпіонат у 1928 році.
«Феєнорд» виграв свій перший Кубок Нідерландів у 1930 році, забивши єдиний гол у фінальному дербі проти «Ексельсіора». Вони продовжували домінувати у своєму дивізіоні з трьома титулами поспіль, але не виграли в фіналах чемпіонату. Через п'ять років після першої перемоги в кубку «Феєноорд» вдруге взяв трофей у 1935 році, обігравши «ГВВ Гелмонд».
«Феєнорд» почав приваблювати більше вболівальників на свій стадіон у «Кромме Зандвеґ», і в 1933 році вони вирішили побудувати нову арену. 1937 року клуб переїхав на стадіон «Феєнорд» (на прізвисько «Де Кейп» або «Ванна» з нідерландської), зігравши там перший матч 27 березня проти «Беєрсхота». Протягом цього періоду «Феєноорд» виграв три титули дивізіону поспіль, з 1936 по 1938 роки, а третій і четвертий національні чемпіонства відбулися в 1936 і 1938 роках.
Під час Другої світової війни «Феєнорд» грав свої матчі на стадіоні «Кастел» роттердамської «Спарти», оскільки нацисти окупували Де Кейп. Коли «Гет Кастел» був недоступний через проведення матчів «Спартою», «Феєноорд» грав на своїй колишній арені «Кромме Зандвеґ».
У 1940 році «Феєнорд» знову виграв дивізіон та національне чемпіонство, це був їхній п'ятий титул у Голландії. Під час німецької окупації Нідерландів футбольні ліги тривали, хоча чемпіонат 1945 року було скасовано коли війна підійшла до кінця. Протягом цього періоду єдиним трофеєм «Фейєноорда» був чемпіонат дивізіону в 1943 році. Після війни «Феєнорд» не виступав так добре, як у попередні десятиліття, не змагаючись за перемогу у своєму дивізіоні, і тому пропускаючи національні раунди плей-оф.
30 червня 1954 року голови трьох найбільших роттердамських команд організували зустріч в Утрехті, на якій були присутні кілька голів інших клубів і делегація Футбольної асоціації Нідерландів, щоб обговорити запуск професійного футболу в країні. Професійна ера почалася з першого сезону Ередивізі — 1954/1955. «Феєнорд» був одним із клубів, які брали участь у першій Ередивізі, і ніколи не понижувався з неї. Одним із найбільш пам'ятних матчів у перші роки професійного футболу була зустріч між «Феєноордом» і «Волевейкерс» 2 квітня 1956 року, яку «Феєноорд» виграв з рахунком 11:4, а Генк Схаутен забив дев'ять голів.
У «Феєнорда» розвинулося сильне суперництво з «Аяксом». Матчі між двома клубами швидко охрестили «Де Классікер» («Класика»). Перший пам'ятний Классікер з точки зору «Феєнорда» відбувся 11 листопада 1956 року, коли Дан ден Блейкер забив чотири голи та приніс роттердамцям перемогу 7:3 над їхніми головними суперниками.

### Золота ера

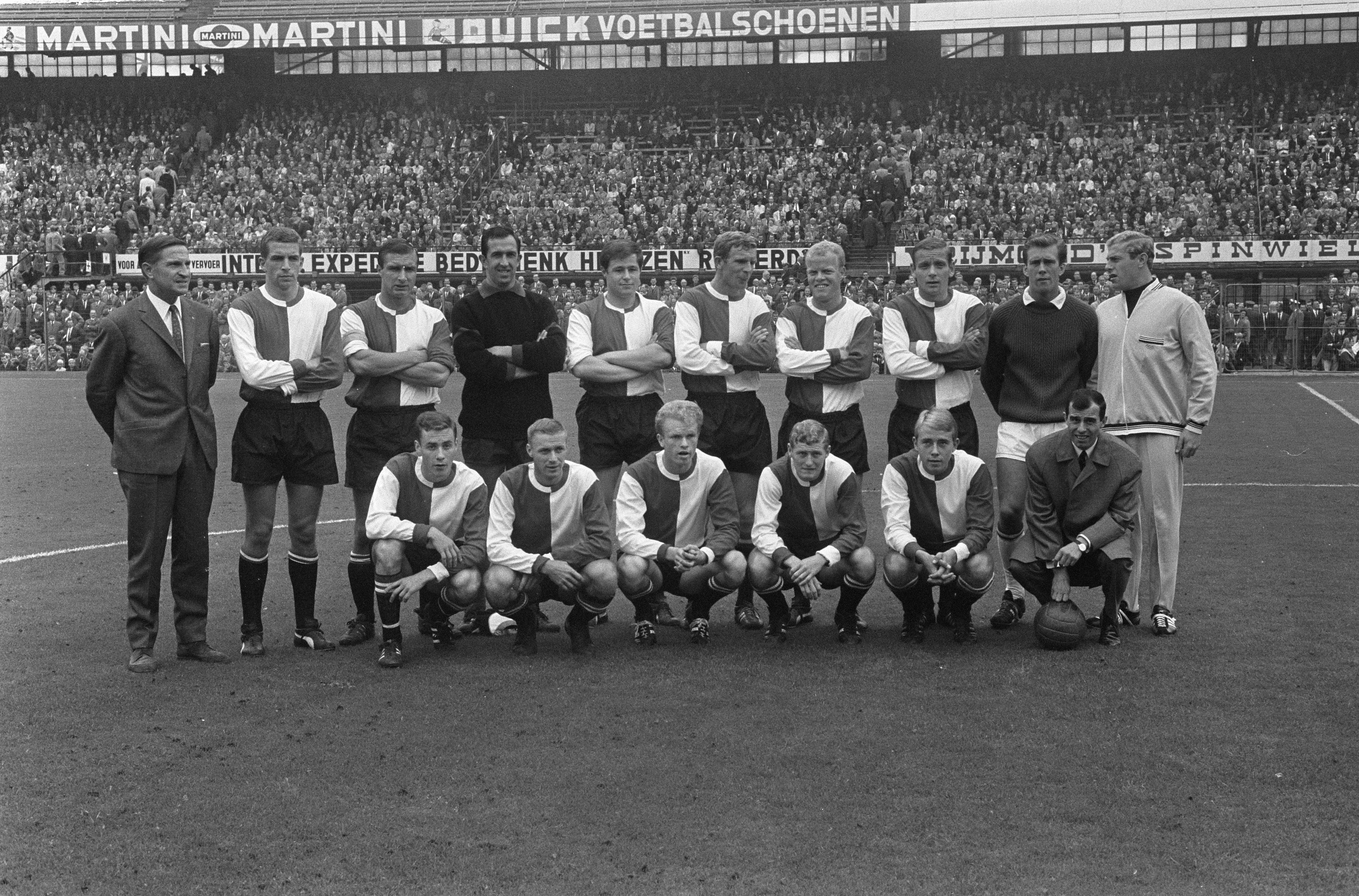
Команда «Феєнорда» перед матчем на «Де Кейпі», 1966 рік

У 1961 році «Феєнорд» отримав свій перший професійний титул чемпіонів Ередивізі та шостий нідерландський титул. На шляху до титулу «Аякс» був переможений з рахунком 9:5 на «Де Кейпі», чотири з голів «Феєноорда» забив Генк Схоутен. Наступного сезону вони зіграли свій перший матч у Кубку європейських чемпіонів проти «Гетеборга». Шведи були подолані з рахунком 0:3 у Гетеборзі та 8:2 у Роттердамі. У наступному раунді «Феєноорд» вибув із «Тоттенгем Готспур». У 1962 році «Феєноорд» успішно захистив свій титул чемпіона Нідерландів та дійшов до фіналу першого розіграшу Кубка Інтертото 1961—62, де «Феєнорд» зустрівся з головними суперниками «Аяксом» і програв фінал з рахунком 4:2.
12 грудня 1962 року «Феєнорд» зіграв вирішальний матч проти «Вашаша» у другому раунді Кубка європейських чемпіонів 1962—63. Перші два матчі, у Роттердамі та Будапешті, обидва завершилися домашньою перемогою з рахунком 1:0, що змусило провести повторну гру на нейтральному полі. Матч відбувся в Антверпені, куди 30 000 уболівальників «Фейєноорда» їхали автобусами, щоб побачити гру своєї команди. Цього разу фінальний рахунок також був 1:0; Рінус Беннарс забив єдиний гол і одразу отримав прізвисько «Герой Дерне» за назвою района Антверпена, де проходив матч. Події в Антверпені призвели до тривалих дружніх стосунків між уболівальниками «Феєнорда» та місцевого «Антверпена».
У 1963 році сотні тисяч людей стояли на березі Ньїве-Мааса та Ньїве-Ватервеґа, щоб помахати рукою на прощання двом кораблям, «Ґроте Бер» і «Ватерман». Кораблі перевезли тисячі вболівальників «Феєноорда» до Лісабона, де 8 травня 1963 року клуб зустрівся з «Бенфікою» у півфіналі Кубка чемпіонів. Перший матч, який пройшов у Роттердамі місяцем раніше, завершився з рахунком 0:0. Попри те, що «Феєнорд» програв матч з рахунком 3:1, це стало початком найуспішнішого періоду в історії клубу. «Феєноорд» вперше в історії виграв чемпіонський дубль у 1965 році, а через кілька років у 1969 році зумів виграти ще один дубль.

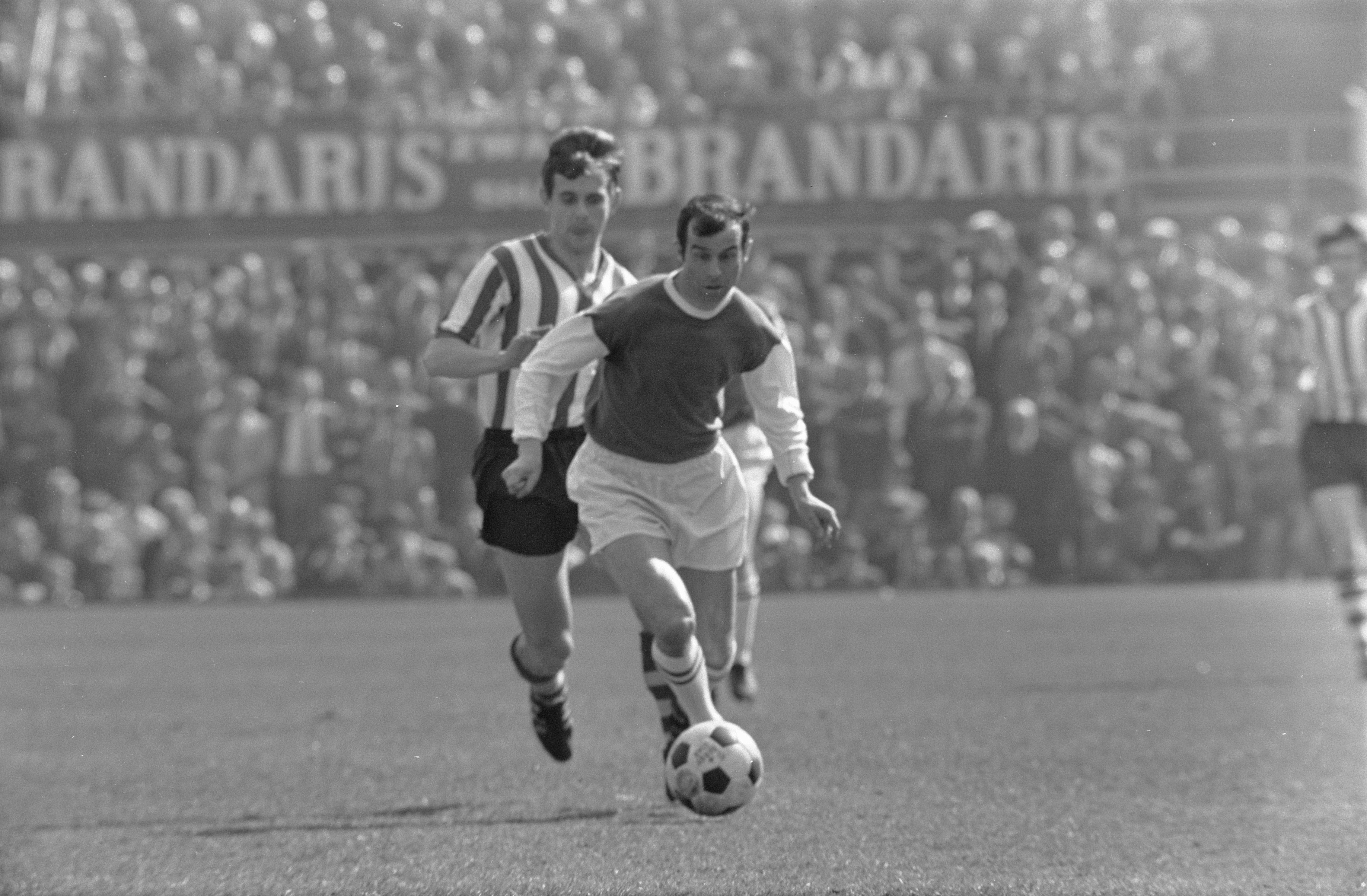
Кун Мулейн в матчі проти «Спарти», 1969 рік

Титул 1965 року забезпечив «Феєноорду» місце в Кубку європейських чемпіонів 1965–66, де 8 вересня 1965 року вони зіткнулися з багаторазовим володарем кубків мадридським «Реалом». Під час матчу Ганс Край мусів залишити поле травмованим на 31 хвилині без заміни. Він повернувся на початку другого тайму і забив гол, який призвів до перемоги з рахунком 2:1. Під час матчу на улюбленця вболівальників Куна Мулейна напав іспанський захисник. Після цього Мулейн почав гнатися за захисником полем, що спонукало інших гравців і навіть уболівальників, які вибігли на поле, зробити те саме. Арбітр не міг зробити нічого, окрім як призупинити матч за рахунку 2:1 на користь «Феєноорда». Два тижні потому мадридський «Реал» комфортно переміг «Феєноорд» з рахунком 5:0 і зрештою виграв Кубок чемпіонів того сезону.

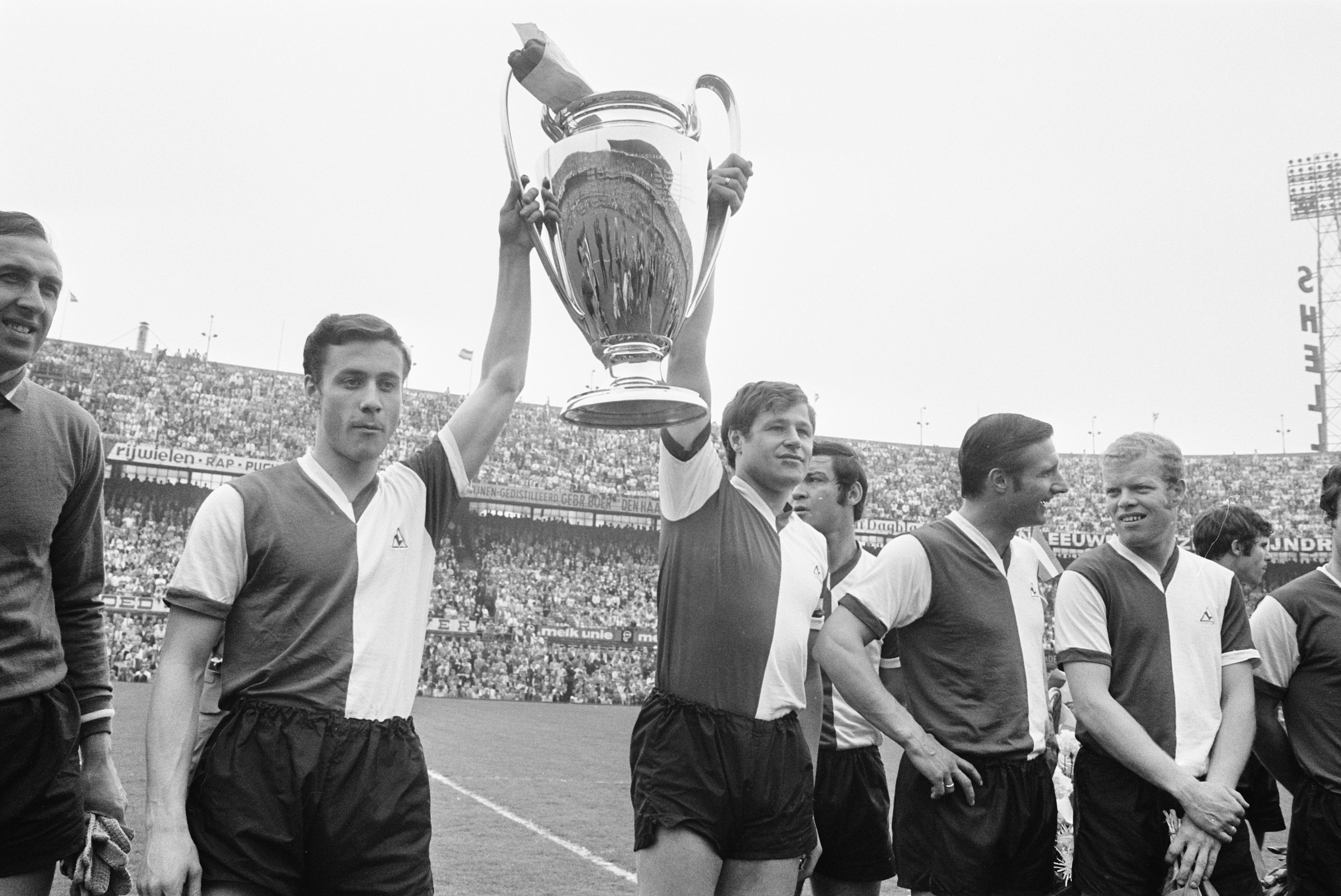
Рінус Ісраел та Уве Чіндваль із Кубком чемпіонів Європи 1970 року

Як чемпіон Нідерландів 1969 року «Феєнорд» брав участь у Кубку чемпіонів 1969—70. Після перемоги над ісландським «Кнаттспюрнуфелаг Рейк'явікур» з рахунком 16:2 за сумою двох матчів у першому раунді, клуб зустрівся з «Міланом». «Феєнорд» програв перший матч в Італії з рахунком 1:0, але подолав поразку на власному стадіоні, здобувши перемогу з рахунком 2:0, та забезпечив собі місце в чвертьфіналі, де вони зустрілися з «Форвертс» з Берліна.
Двобій відбувався за тією ж схемою, що й у попередньому раунді: «Феєнорд» програв перший матч з рахунком 1:0 на виїзді, а потім виграв з рахунком 2:0 вдома. У півфіналі «Феєнорд» переміг варшавську «Легію» із загальним рахунком 2:0, що принесло «Феєноорду» його перший європейський фінал. У фіналі, який відбувся на стадіоні «Сан-Сіро» в Мілані, «Феєнорд» протистояв «Селтіку». Голи Томмі Геммелла та Рінуса Ісраеля привели до нічиєї 1:1 після 90 хвилин. За три хвилини до закінчення додаткового часу Уве Чіндваль забив переможний гол «Фей
єнорда», завдяки чому «Феєнорд» став першою нідерландською командою, яка здобула великий європейський трофей.
Як чинні чемпіони Європи, «Феєноорд» протистояв «Естудіантес» з Ла-Плати в Міжконтинентальному кубку. Перший матч на «Бомбонері» в Буенос-Айресі завершився нічиєю 2:2. Повернувшись у Роттердам, «Феєнорд» здобув перемогу з рахунком 1:0 (переможний гол Йопа ван Дале) та виграв світову клубну корону, вперше для нідерландських команд.

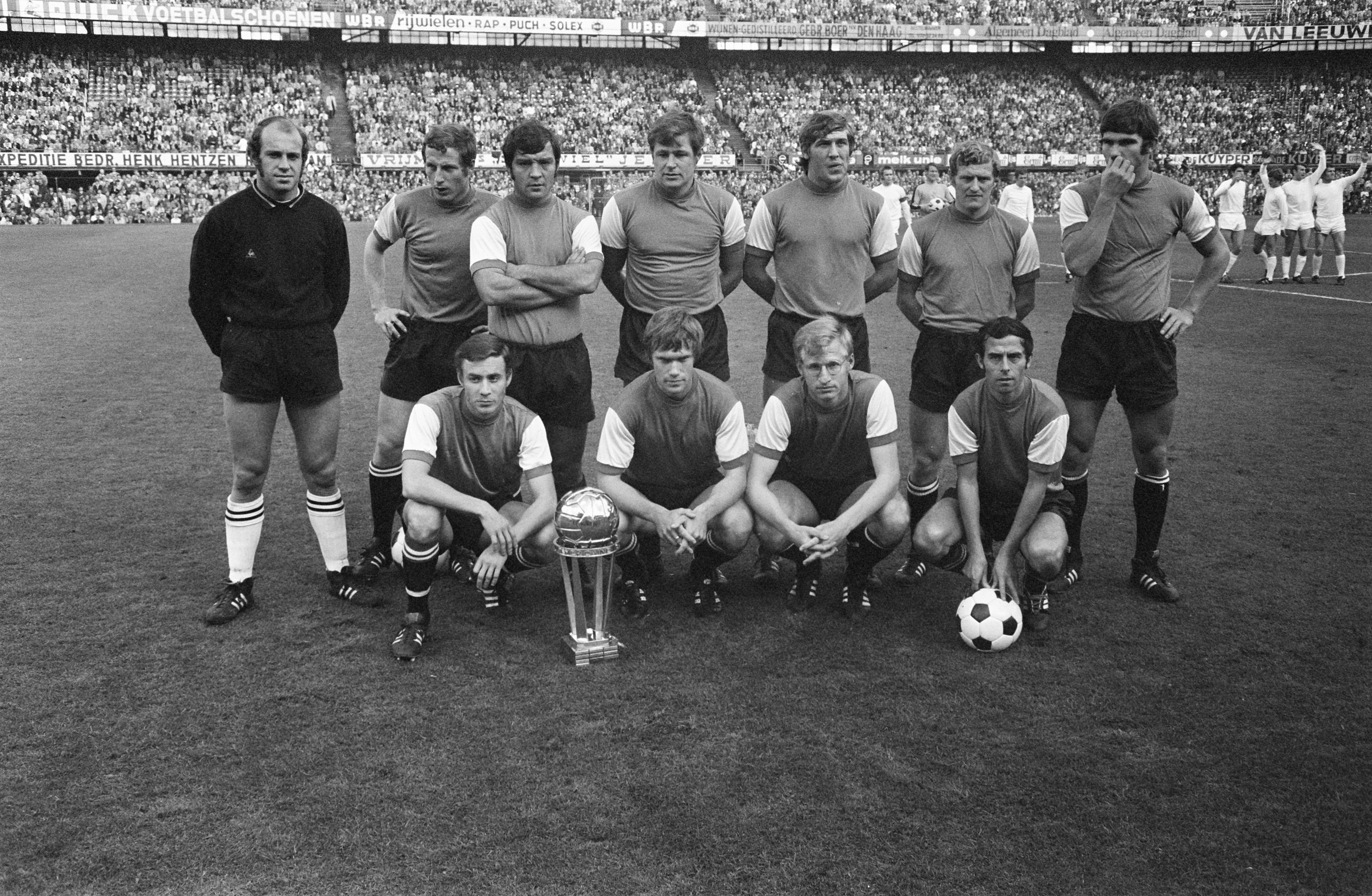
Команда «Феєнорда» із Міжконтинентальним кубком чемпіонів світу 1970 року

Гравець «Естудіантеса» Оскар Мальбернат в пориві розчарування схопив окуляри ван Дале та розтоптав їх. «В окулярах грати заборонено… принаймні не в Південній Америці», — було його виправданням. Як володар трофею, «Феєнорд» брав участь у Кубку чемпіонів 1970–71, попри відсутність титулу голландського чемпіона, який виграв «Аякс». «Феєнорд» вибув у першому раунді після несподіваної поразки від румунської команди «УТА» Арад. У 1971 році «Феєноорд» виграв свій 10-й титул чемпіона Нідерландів.
У 1974 році клуб змінив свою назву з Feijenoord на Feyenoord, оскільки люди поза меж Нідерландів не знали, як вимовляти нідерландську ij. Під своєю новою назвою вони грали в Кубку УЄФА 1973—74, та дісталися до фіналу після перемоги над «Штутгартом» у півфіналі з загальним рахунком 4:3. Суперником у фіналі був «Тоттенгем Готспур». «Шпори» повели в рахунку 2:1 у першому матчі на Вайт Гарт Лейн, але Тео де Йонг зрівняв рахунок на 85-й хвилині, і матч завершився внічию 2:2. Матч-відповідь у Роттердамі «Феєнорд» виграв з рахунком 2:0 завдяки голам Віма Рейсбергена і Петера Рессела, і став першою нідерландською командою, яка виграла Кубок УЄФА. У результаті вболівальники «шпор» почали заворушення, ближче знайомлячи нідерландський футбол із хуліганством. За залишок десятиліття 70-х побачив «Фейєнорд» виграв ще лише одну нагороду: чемпіонат Нідерландів у 1974 році. У 1978 році клуб розділив професійну та аматорську команди, щоб сформувати дві окремі: «Феєнорд Роттердам» для професіоналів і «СК Феєнорд» для аматорів.
«Феєнорд» виграв свій п'ятий Кубок Нідерландів у 1980 році, перемігши у фіналі «Аякс» з рахунком 3:1. 1984 року «Феєнорд» провів ще один яскравий сезон та виграв дубль втретє у своїй історії. Серед ключових гравців у складі того періоду були Йоган Кройф, Рууд Гулліт та Петер Гаутман (який пізніше став диктором стадіону «Феєнорд»). Кройф відреагував на рішення «Аякса» не пропонувати йому новий контракт на початку сезону і натомість підписав контракт з головним суперником «Феєнордом». Перехід Кройфа в Роттердам був розкритикований і підвищив мотивацію «Аякса» перемогти суперників. На Олімпійському стадіоні в Амстердамі «Феєнорд» зазнав однієї з найважчих поразок в історії: 8:2. Проте пізніше «Феєнорд» переміг «Аякс» у Роттердамі з рахунком 4:1, а потім і вдруге в Кубку Нідерландів. «Феєнорд» після цього виграв дубль чемпіонату та кубка, з перемогою над «Фортуною» Сіттард у його фіналі.

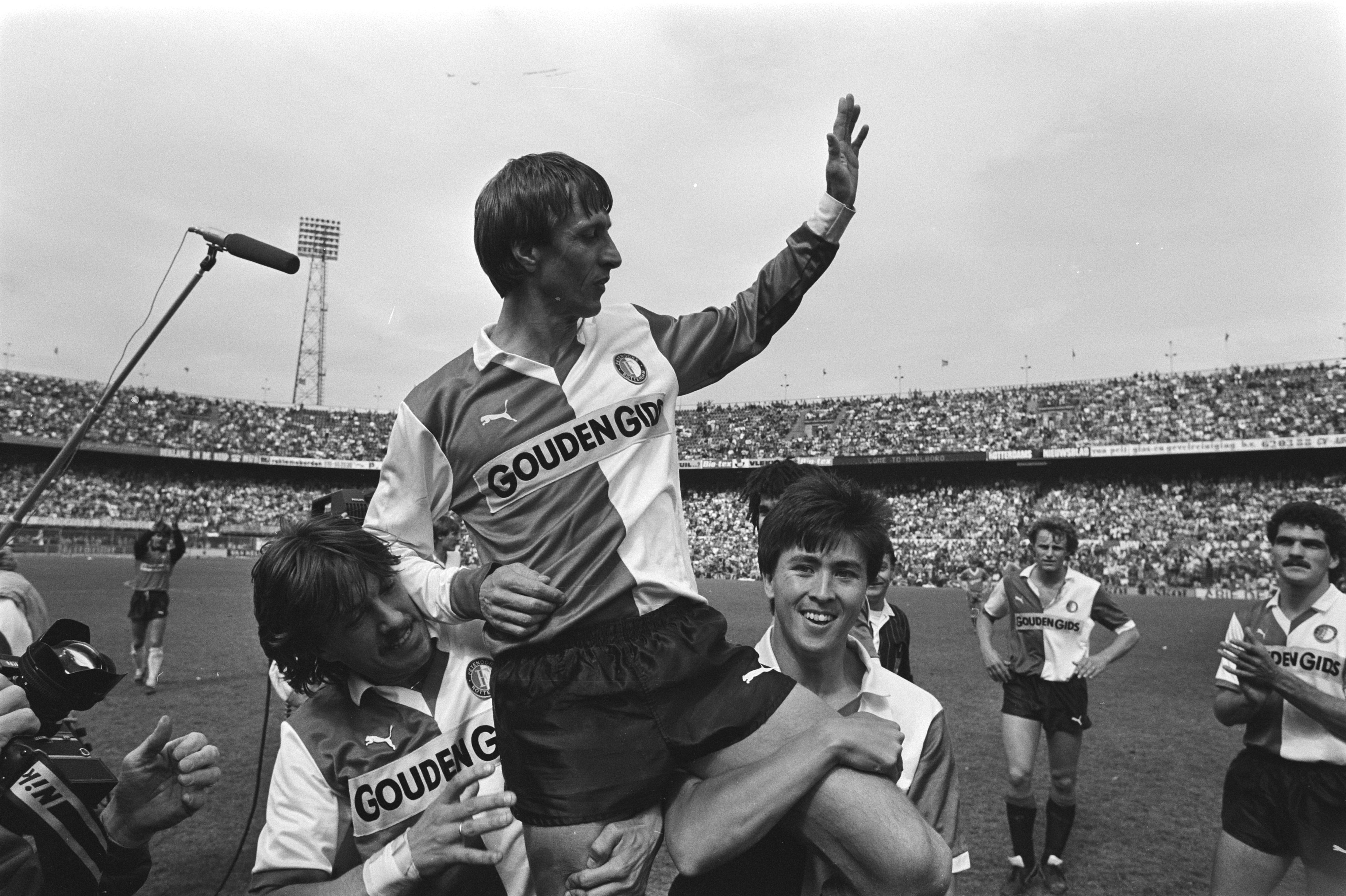
Прощання з Йоганом Кройфом як футболістом, на плечах Вейнстекерса і Брарда

Після успішного сезону «Феєнорд» пережив період невдач і не міг завершити сезон на вищій позиції, ніж третя. У сезоні 1989—90 років клуб боровся за те, щоб залишитися в Ередивізі, але зрештою вдалося уникнути вильоту. У клубу були фінансові проблеми, а їх головний спонсор HCS збанкрутував.
Коли Віма Янсена призначили тимчасовим головним тренером замість Гундера Бенгтссона і Піма Вербека після поразки від ПСВ з рахунком 6:0, перспективи клубу почали покращуватися. ПСВ, найсильніший нідерландський клуб того періоду, був вибитий з Кубка Нідерландів голом Генка Фрейзера в Ейндговені. «Феєнорд» дійшов до фіналу 1991 року, де обіграв «Ден Босх» 1:0 і виграв змагання. Як володар кубка, вони знову зустрілися з чемпіоном ПСВ, цього разу в Суперкубку Нідерландів 1991 року, першому Суперкубку Нідерландів з 1949 року. ПСВ був переможений з рахунком 1:0 з голом Маріана Дамаскіна, що додало ще один титул до досягнень клубу. Вони виграли ще один Кубок Нідерландів у 1992 році, обігравши «Роду» 3:0 у фіналі. Того ж року «Феєнорд» дійшов до півфіналу Кубка володарів кубків 1991—92. Роттердамці здолали «Тоттенгем Готспур» у чвертьфіналі, а потім були вибиті «Монако» за голами на виїзді після двох нічиїх.
У 1993 році «Феєнорд» ще раз виграв чемпіонат Нідерландів, обігравши в останньому матчі сезону «Гронінген» з рахунком 5:0. Матч проходив на стадіоні «Остерпарк» у Гронінгені, тож 40 000 уболівальників «Феєнорда» дивилися гру на величезних екранах на «Де Кейпі». За цим титулом здобули ще два Кубки Нідерландів у 1994 (перемігши «НЕК „Неймеген“» 2:1) і 1995 роках (перемігши «Волендам» 2:1). Під час Кубка володарів кубків УЄФА 1994—95 «Феєнорд» дійшов до чвертьфіналу після перемоги над «Вердером» у другому раунді. Зрештою вони програли майбутньому переможцю «Сарагосі». У чвертьфіналі Кубка Нідерландів 1995 року «Феєнорд» відвідав «Аякс», який пізніше того ж сезону виграв Лігу чемпіонів УЄФА 1994—95. Аякс вів з рахунком 1:0, коли Руд Гес зрівняв рахунок із пенальті незадовго до кінця основного часу. Гол, забитий Майклом Обіку, став вирішальним, оскільки почало використовуватися нове правило золотого голу. У Кубку володарів кубків УЄФА 1995—96 були вибиті «Евертон» і «Боруссія» Менхенгладбах. Загалом, 14 000 уболівальників «Феєноорда» вирушили до Німеччини щоб підтримати команду в поєдинку з «Менхенгладбахом». «Феєнорд» був вибитий у півфіналі віденським «Рапідом», натхненним Карстеном Янкером.
«Феєнорд» дебютував у Лізі чемпіонів УЄФА в сезоні 1997—98, посівши третє місце у своїй групі після «Манчестер Юнайтед» і «Ювентуса». Проте «Ювентус» у Роттердамі був переможений з рахунком 2:0, обидва голи «Феєнорда» забив Хуліо Крус. У 1998 році FIOD-ECD (Служба фіскальної інформації та розслідувань/Служба економічних розслідувань) відвідала Феєнорд через підозри у фінансовому шахрайстві, головним чином на основі підписання контрактів Ауреліо Відмара, Крістіана Г'яна та Патріка Аллотея. Це стало тривалим скандалом у наступні роки, головним підозрюваним був голова клубу Йорін ван ден Герік. 25 квітня 1999 року «Феєнорд» забезпечив собі 14-й титул чемпіона Нідерландів. 250 тисяч уболівальників святкували разом з командою в центрі Роттердама. Однак ближче до вечора почалися масові заворушення. Перед початком сезону 1999—2000 «Феєнорд» виграв свій другий Суперкубок Нідерландів перемогою з рахунком 3:2 над «Аяксом» на їх стадіоні, з вирішальним голом Патріка Пауве зі штрафного удару.

### Нове тисячоліття
У сезоні 1999—2000 «Феєнорд» вдруге взяв участь у Лізі чемпіонів. Цього разу клубу вдалося фінішувати другим у своїй групі, поступившись «Русенборгу» і випередивши «Боруссію» Дортмунд. «Феєнорд» вийшов до другого групового етапу, де здобув перемоги над «Марселем» (вдома) та «Лаціо» (на виїзді). «Челсі» переміг в обох зустрічах, і, як наслідок, «Фейєнорду» було необхідно виграти свій останній груповий матч на виїзді проти «Марселя», щоб вийти в плей-оф. Кінцевий результат був 0:0, і «Фейєнорд» вибув.
«Феєнорд» знову брав участь у Лізі чемпіонів у 2001—02 роках, посівши третє місце в групі, до якої входили «Баварія» та празька «Спарта». Це означало, що «Феєнорд» продовжив свій європейський сезон у Кубку УЄФА 2001—02 замість другого групового етапу Ліги чемпіонів. Розчарування від невиходу до другого групового етапу зрештою перейшло в оптимізм і святкування. Після перемог над «Фрайбургом» і «Рейнджерс», у чвертьфіналі «Феєнорд» зустрівся з нідерландським клубом ПСВ. Обидва матчі завершилися внічию 1:1, і гра перейшла в додатковий час і серію пенальті. П'єр ван Гойдонк, який провів чудовий сезон, забивши багато голів зі штрафних, забезпечив прохід «Феєноорда» далі: спершу зрівняв рахунок на 90-й хвилині, а потім забив останній гол у серії пенальті.. Перемога 1:0 у Мілані над «Інтернаціонале» і нічия 2:2 у матчі-відповіді в Роттердамі принесли «Феєноорду» місце у фіналі проти «Боруссії» Дортмунд. За збігом обставин фінал відбувався на стадіоні «Де Кейп», і в результаті більшість глядачів на стадіоні були саме вболівальниками «Феєноорда». У фіналі «Феєнорд» повів з рахунком 2:0 завдяки ще одному голу зі штрафного та пенальті ван Гойдонка. У другому таймі Дортмунд двічі скорочував відстань до одного голу, але гол Йона-Даля Томассона дозволив «Феєнорду» Берта ван Марвейка виграти 3:2 і стати володарями кубка.
Перемога в Кубку УЄФА 2002 року стала початком тривалої посухи для «Феєнорда». У сезоні 2002—03 клуб посів лише третє місце в Ередивізі, а також дійшов до фіналу Кубка Нідерландів, який програв «Утрехту» з рахунком 1:4. Однак у наступні роки «Феєнорд» розчаровував як у Ередивізі, так і в Кубку.
Між тим, у 2002 році Феєноорд і голова Йорін ван ден Герік були визнані невинними. Після апеляційної скарги прокуратури та попри три роки розслідування, вирок суду залишили без змін. Однак, прокуратура заявила, що поки не відмовляється від своєї справи.
Сезон 2005—06 закінчився розчаруванням для «Феєнорда». Більшість сезону команда боролася за чемпіонство Нідерландів, але зрештою програла чинному чемпіону ПСВ. Після того, нещодавно створені нідерландські плей-оф за Лігу чемпіонів виявилися похмурими для «Феєнорда». Їх суперником у півфіналі плей-оф був «Аякс», який відстав у регулярному сезоні на кілька очок. «Аякс» переміг, і «Феєнорд» втратив місце в Лізі чемпіонів.

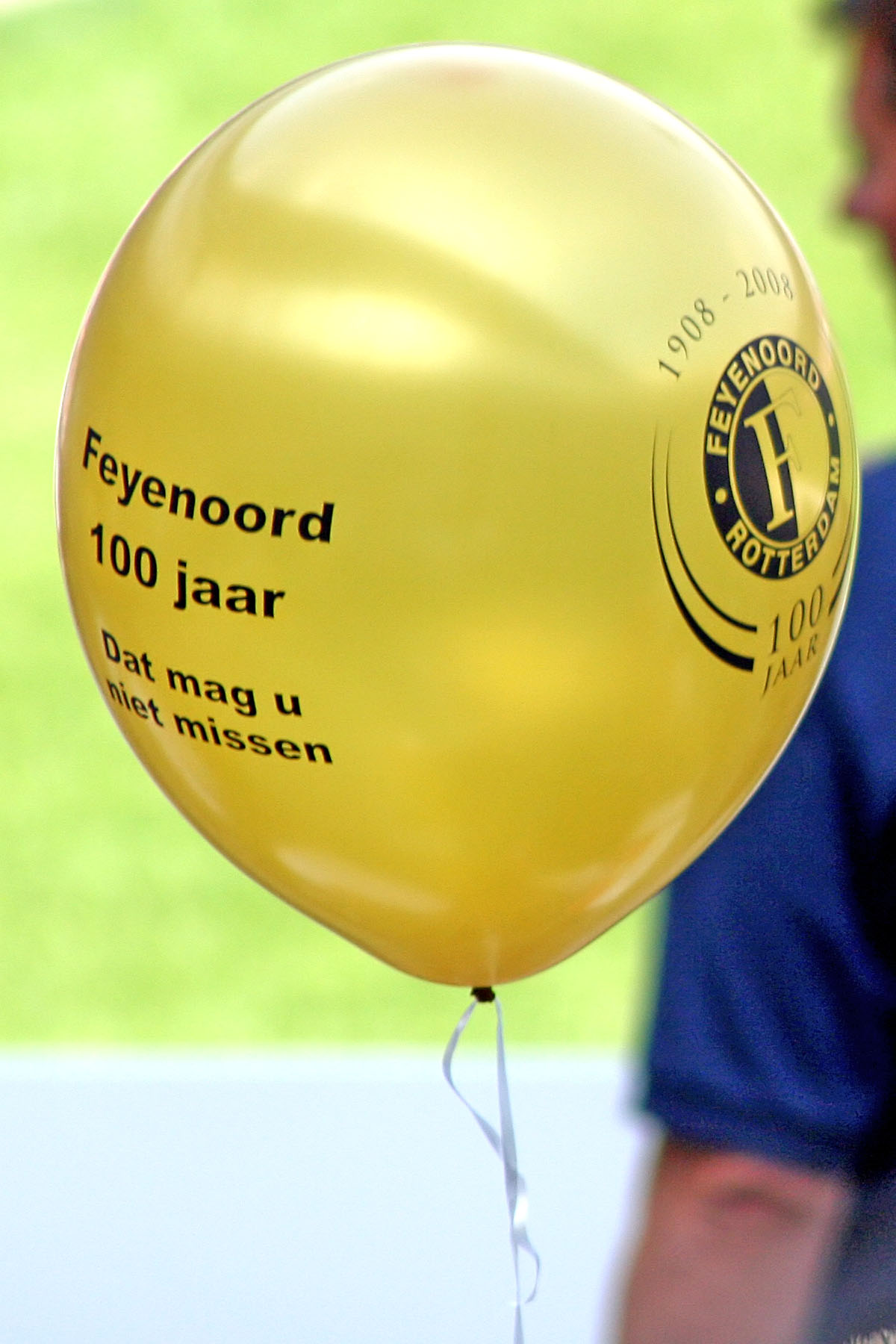
Повітряна кулька до 100-річчя «Феєнорда»

У сезоні 2006—07 провал став ще більшим. Два зіркові гравці перейшли до «Челсі» (Саломон Калу) та «Ліверпуля» (Дірк Кейт). Водночас стало зрозуміло, що «Феєнорд» перебуває у жахливому фінансовому стані. Хвилювання вболівальників переросли в обурення, коли «Фейєнорд» придбав Ангелоса Харістеаса, запасного нападника головного суперника «Аякса», замість Дірка Кейта. Після безперервних протестів Ван ден Герік пішов у відставку, і клуб почав управлінські реформи. Проте найгірше в сезоні не минулося. «Феєнорд» був відсторонений від єврокубків через хуліганство перед і під час матчу проти «Нансі», попри апеляцію клубу. Сезон завершився сьомим місцем у чемпіонаті, через що «Феєнорд» пропустив європейський футбол вперше за 16 років.
Поки відчайдушні вболівальники почали готуватися до Темної доби, клуб здивував у літнє трансферне вікно 2007 року. Клуб призначив колишнього тренера Берта ван Марвейка і зміг зробити ряд відомих підписань, у тому числі Джованні ван Бронкгорста та Роя Макая. Попри зусилля, «Феєнорд» знову показав погані результати в Ередивізі, посівши невтішне шосте місце. Проте, клуб зумів отримати перший трофей за шість років: на 100-річчя заснування клубу «Феєнорд» виграв Кубок Нідерландів після перемоги 2:0 над «Родою». Коли Ван Марвейк погодився на посаду головного тренера національної збірної, «Феєнорд» призначив Гертяна Вербека замість нього.

## Розташування

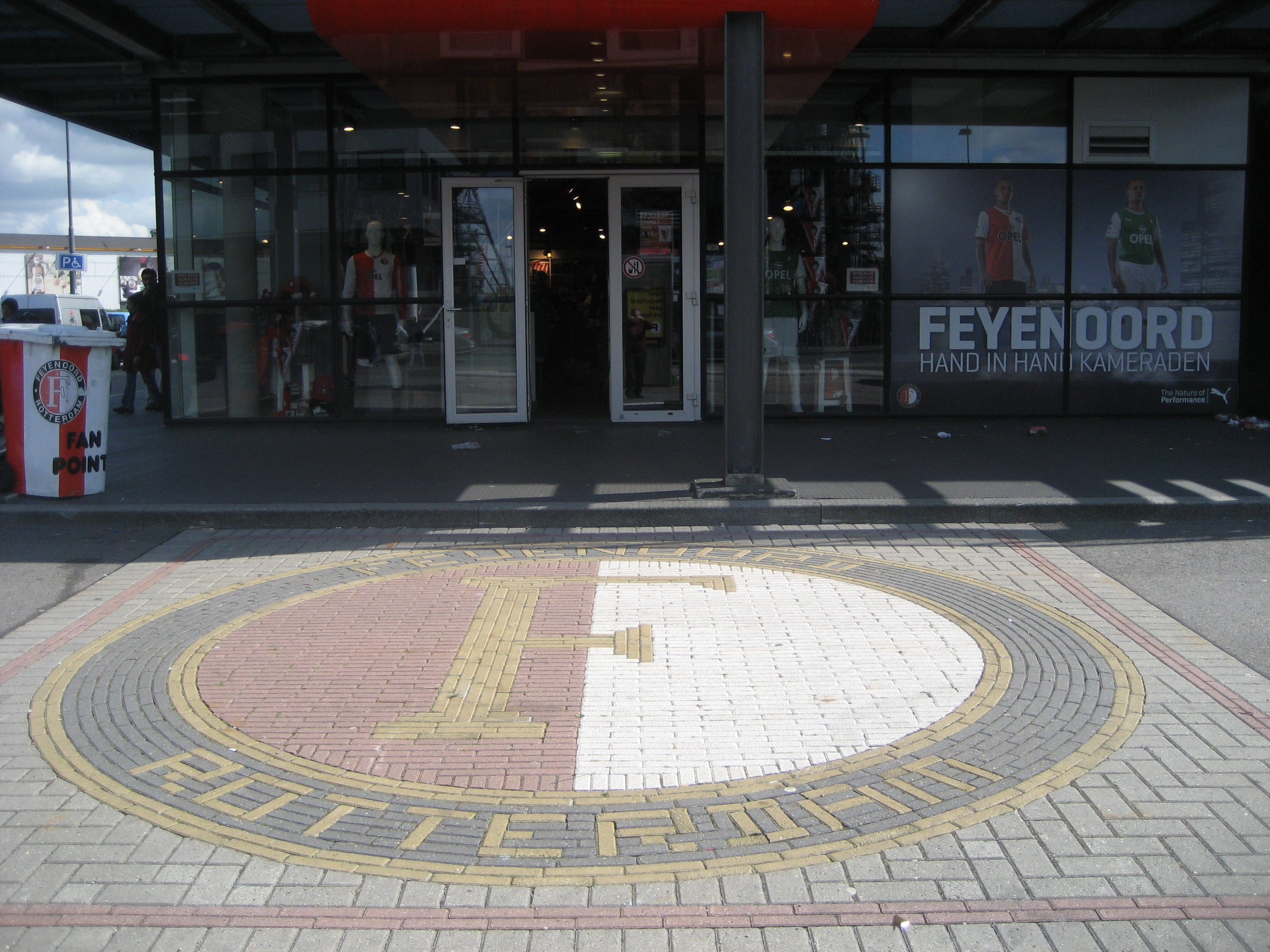
Емблема біля «Де Кейпа»

«Феєнорд» розташований в адміністративному районі Феєнорд (нід. Feijenoord) на півдні Роттердама і названий на честь однойменної місцевості, в якій був заснований клуб. Частіші виступи в міжнародних змаганнях змусили клуб змінити назву в 1974 році, оскільки іноземні вболівальники, не знайомі з нідерландською мовою, не знали, як вимовляється ij. Крім «Феєнорда», у Роттердамі є ще два професійні футбольні клуби: «Спарта» і «Ексельсіор». Всі три клуби наразі грають в Ередивізі: «Спарта» підвищилася у класі після сезону 2018–19 і «Ексельсіор» підвищився після сезону 2021–22.

## Стадіон

### Кромме Зандвеґ

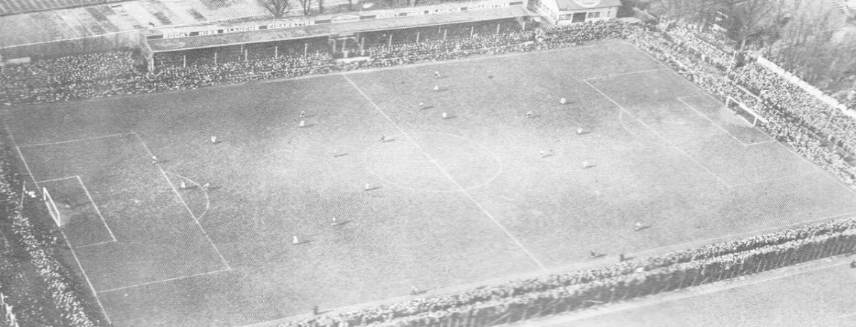
Поле на «Кромме Зандвеґ», 1932 рік

У перші роки існування клуб грав у різних місцях в південній частині Роттердама. Так, між 1909 і 1917 роками він грав на вулицях Афрікандерплейн та Паул Круґерстрат, де в той час було футбольне поле. Пізніше клуб грав на стадіоні «Кромме Зандвеґ», на розі вулиці Дордтсестратвеґ. Стадіон було відкрито 26 серпня 1917 року грою-відкриттям проти клубу «Бі Квік» із Зютфена, яку «Феєнорд» програв з рахунком 2:3.

### Де Кейп

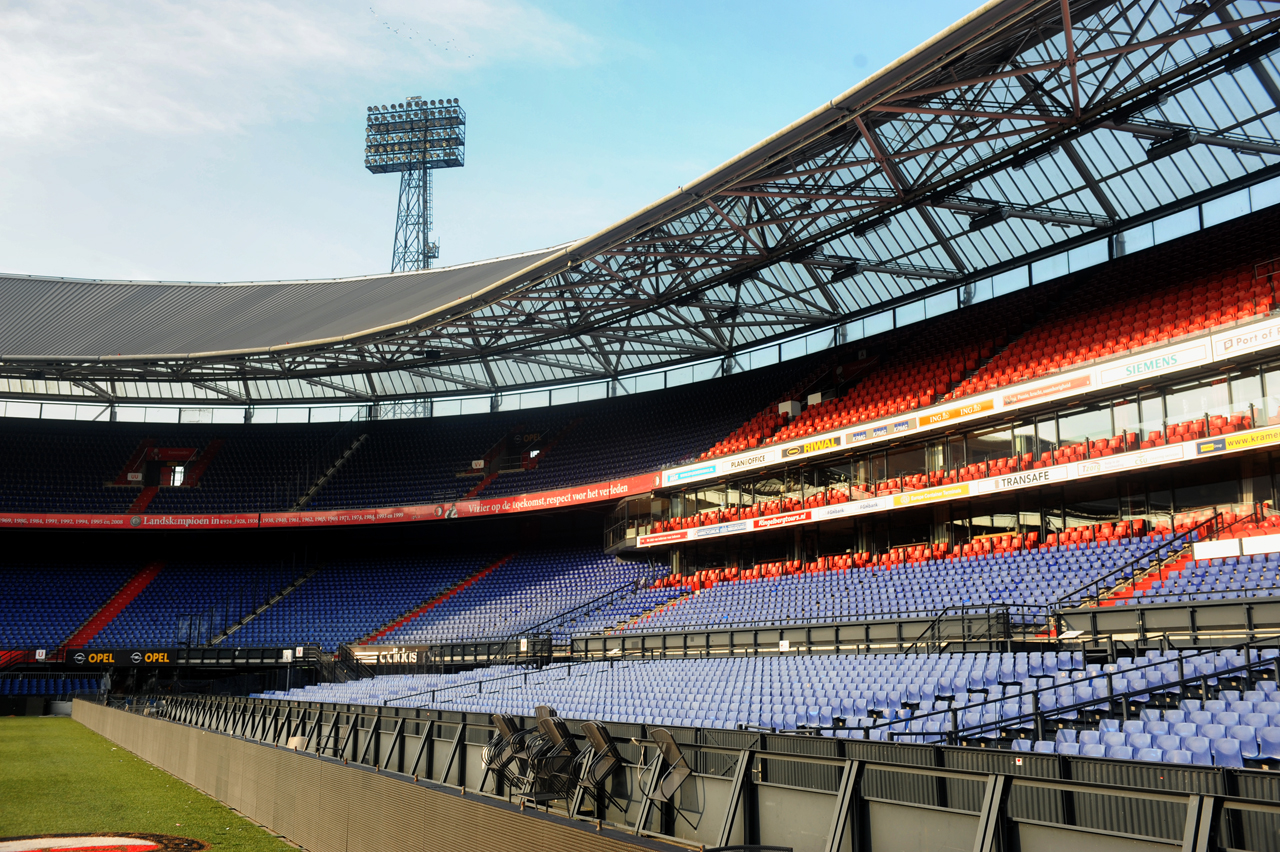
Всередині «Де Кейпа»

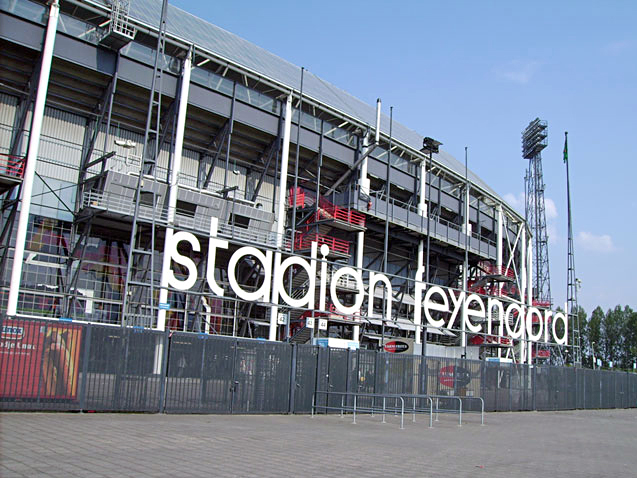
Зовнішній вигляд стадіону

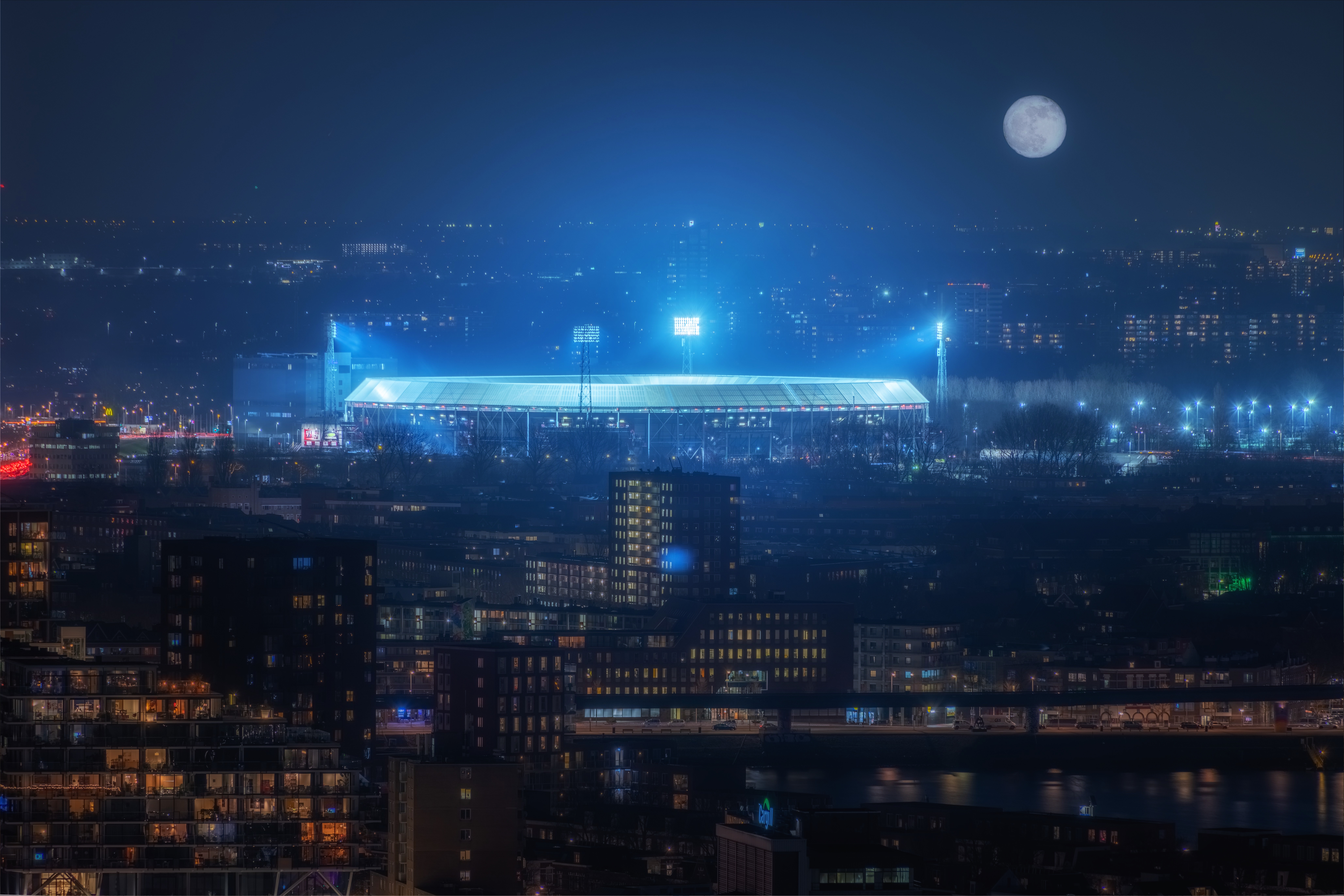
«Де Кейп» під час вечірнього матчу

Клубний стадіон «Феєнорд», розташований у районі Ейсселмонде в Роттердамі, має прізвисько «Де Кейп» (нід. De Kuip), що нідерландською означає «Ванна». Він був побудований у 1937 році і є одним з найбільших європейських стадіонів. Стадіон має 51 117 місць і приймав рекордні десять фіналів клубних змагань УЄФА, включаючи фінал Кубка УЄФА 2002 року, який виграв саме «Феєнорд». Колишній гравець «Феєнорда» Майкл Обіку якось сказав: «Щоразу, як ти виходиш на поле, ти потрапляєш у лігво лева». Проте «Фейєнорд» не володіє стадіоном; він є самостійною організацією.
У 1935 році гравець «Феєноорда» Пюк ван Гел вдарив першу палю на будівництві нового стадіону. Стадіон був відкритий 27 березня 1937 року перемогою над «Беєрсхотом» з рахунком 5:2, Лен Венте забив перший гол на «Де Кейпі». Вже на самому початку на стадіоні кілька разів були аншлаги; інші заходи, що проводилися на «Де Кейпі», також отримували високу відвідуваність. Під час Другої світової війни стадіон був одним із небагатьох місць, яке не було розбомблено, однак нацисти окупували стадіон. Після війни «Де Кейп» знову став популярним місцем. 1949 року було побито рекорд відвідуваності під час вирішального матчу чемпіонату Нідерландів між «СВВ» та «Геренвеном». Матч відвідали 64 368 уболівальників.
Крім футболу, на «Де Кейпі» також проводилися поєдинки з боксу і мотоциклетні спідвейні гонки, які також набирали популярності. 1953 року людям довелося ховатися на стадіоні під час повені у Північноморському басейні 1953 року. 27 листопада 1957 року «Феєнорд» зіграв вечірній матч проти «Болтон Вондерерз» — вперше, коли було використане прожекторне освітлення на стадіоні. Гравці вийшли на поле в темряві, а вболівальників попросили запалити сірники коли увімкнулися прожектори. З того вечора той матч на «Де Кейпі» завжди був особливим для вболівальників «Феєнорда».
У 1963 році «Де Кейп» прийняв свій перший європейський фінал (Кубок володарів кубків) між «Тоттенгем Готспур» і «Атлетіко Мадрид». У наступні роки відбулося ще дев'ять європейських фіналів, причому перемога «Феєноорда» над дортмундською «Боруссією» у фіналі Кубка УЄФА 2002 року стала десятою й наразі останньою. Рекорд відвідуваності 1949 року був побитий у 1968 році, коли 65 427 уболівальників відвідали матч «Феєнорд» — «Твенте».

### Новий стадіон
У грудні 2006 року директор «Феєнорда» Кріс Вуртс оголосив, що «Феєнорд» розробляє плани будівництва нового стадіону місткістю приблизно 90 000 глядачів. Стадіон, найімовірніше, мав бути розташований на річці Ньїве-Маас, яка протікає через Роттердам, і мав бути завершений до 2016 року. У травні 2008 року Вуртс оголосив додаткові подробиці: клуб націлився на стадіон місткістю близько 100 000 глядачів. Клуб підкреслив свої зусилля, щоб зробити його справжнім футбольним стадіоном із місцями біля поля. Стадіон мав отримати розсувний дах, щоб можна було проводити й інші заходи. За тодішніми планами стадіон мав бути готовий у 2016 році. Через фінансові труднощі для всіх залучених сторін і той факт, що Нідерланди не були обрані місцем проведення Чемпіонату світу з футболу 2018 року, плани щодо нового стадіону були призупинені. На той час вважалося, що новий стадіон найімовіршіше все ж буде побудований в майбутньому, але він, найімовірніше, не вміщатиме більше 70 000 глядачів.
У вересні 2012 року «Феєнорд» підтвердив, що спробує побудувати новий стадіон до 2018 року. Стадіон був спроєктований компанією VolkerWessels, він коштував би близько 300 мільйонів євро. Іншим варіантом був план, розроблений консорціумом BAM, Eneco Energie і Siemens. Але керівництво «Феєнорда» та стадіону Феєнорд відхилило цей план. Новий стадіон мав бути розрахований на 63 тисячі місць. Зважаючи на видатну історію «Де Кейпа», багато вболівальників були проти його знесення та натомість віддавали перевагу реконструкції нинішнього стадіону. Однією з таких ініціатив був Red de Kuip, що з нідерландської означає «Збережемо Де Кейп». Вони розробили план побудувати третій ярус згори нинішнього стадіону, збільшивши місткість до 68 000. Цей план коштував би лише 117 мільйонів євро.
У 2016 році «Феєнорд» оголосив про свої плани щодо нового стадіону під назвою «Feyenoord City». Запланована місткість становила близько 65 000 глядачів, що зробило б його найбільшим у Нідерландах. Попри те, що рада схвалила плани нового стадіону, він знову виявився непопулярним серед багатьох прихильників «Феєнорда». У травні 2022 року директор стадіону Феєнорд Ян ван Мервейк оголосив, що «Feyenoord City» неможливий через фінансові труднощі, і що про капітальну реконструкцію стадіону Феєнорд нині також не може бути й мови.

## Суперництва

### Де Классікер
Аякс з Амстердама є головним суперником Феєноорда. Два клуби мають довгу спільну історію, і матчі між двома клубами називаються «Де Классікер» («Класика»). Це суперництво відбувається не лише між двома командами, а й між двома найбільшими містами країни, Амстердамом і Роттердамом, двома містами з надзвичайною відмінністю в атмосфері та культурі.
Зустріч цих двох команд досі вважається наймасштабнішим матчем сезону. У минулому було багато зіткнень між уболівальниками обох клубів, з яких бійка у Бевервейку в 1997 році є найбільш сумнозвісною, коли фанат «Аякса» Карло Пікорні був убитий і кілька інших отримали поранення. У 2004 році гравець «Феєнорда» Хорхе Акунья був доставлений до лікарні з травмами голови, шиї та ребер після того, як на гравців «Феєнорда» напали хулігани «Аякса» під час матчу між резервними командами обох клубів. Ще одного гравця «Феєнорда», Робіна ван Персі, довелося рятувати тренеру «Аякса» Джону ван 'т Схіпу та гравцю Даніелю де Ріддеру. У 2005 році до і після матчу в Роттердамі сталися заворушення, які були визнані одними з найгірших в історії нідерландського футболу.

### Роттердамське дербі
Роттердам — місто з найбільшою кількістю професійних команд у Нідерландах. Крім «Феєноорда», в місті є ще «Спарта Роттердам» і «Ексельсіор». Між командами існує суперництво, здебільшого між «Феєноордом» і «Спартою», оскільки «Ексельсіор» колись був фарм-клубом «Феєноорда», але воно не таке принципове у порівнянні з іншими місцевими дербі. Суперництво між «Спартою» та «Феєноордом» переважно спостерігається на стороні «Спарти».
Суперництво почалося в 1910-х і 20-х роках, коли «Спарту» вважали клубом для еліти, а «Феєнорд» клубом для людей, переважно робітників. Деякі вболівальники «Спарти» відмовлялися заходити на стадіон «Феєнорда» «Де Кейп», навіть коли «Спарта» дійшла до фіналу Кубка Нідерландів, який проходив на ньому. У 1950-х роках було набагато більше суперництва. Одним із ключових факторів цих почуттів був футболіст Тінус Босселар, який перейшов зі «Спарти» у «Феєнорд» у 1954 році, перш ніж у 1956 році «Спарта» знову підписала з ним контракт, попри те, що «Фейєнорд» намагався перешкодити угоді через суд.
«Феєнорд» також має закордонне суперництво проти «Тоттенгем Готспур» після кількох жорстоких сутичок між прихильниками клубу та «зв'язком» Тоттенгема з Аяксом.

## Логотипи

Перша емблема
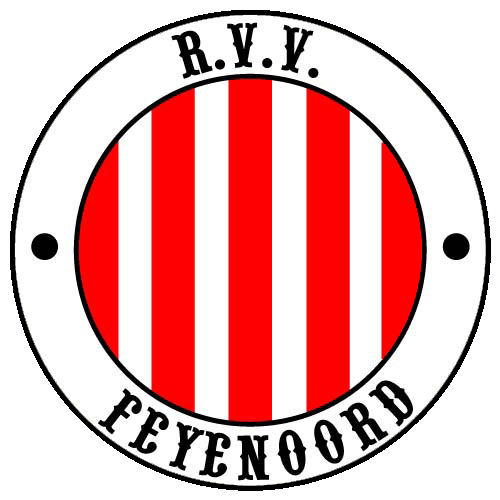
Емблема 1912 року
Емблема 1924 року
Емблема 1930-х
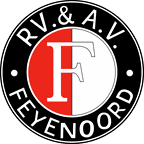
1956—1973
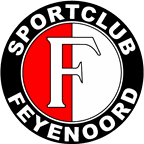
1973—1978
1997–2008
2008–2009
2009–2024
2024–донині

## Поточний склад
Станом на 3 серпня 2025
| №  | Поз. | Нац.           | Гравець                  |
| -- | ---- | -------------- | ------------------------ |
| 1  | ВР   | Нідерланди     | Джастін Бейло            |
| 2  | ЗХ   | Нідерланди     | Барт Ньївкоп             |
| 3  | ЗХ   | Нідерланди     | Томас Белен              |
| 4  | ПЗ   | Південна Корея | Хван Ін Пом              |
| 5  | ЗХ   | Нідерланди     | Гейс Смал                |
| 6  | ПЗ   | Південна Корея | Хван Ін Пом              |
| 7  | ПЗ   | Польща         | Якуб Модер               |
| 8  | ПЗ   | Нідерланди     | Квінтен Тімбер           |
| 9  | НП   | Японія         | Аясе Уеда                |
| 10 | НП   | Нідерланди     | Калвін Стенгс            |
| 11 | ЗХ   | Португалія     | Ґонсалу Боржеш           |
| 14 | ПЗ   | Нідерланди     | Сем Стейн                |
| 16 | НП   | Словаччина     | Лео Сауер                |
| 17 | НП   | Данія          | Каспер Тенгстедт         |
| 18 | ЗХ   | Австрія        | Гернот Траунер (капітан) |
| 19 | НП   | Аргентина      | Хуліан Карранса          |
| 20 | ЗХ   | Коста-Рика     | Джейленд Мітчелл         |

| №  | Поз. | Нац.        | Гравець            |
| -- | ---- | ----------- | ------------------ |
| 22 | ВР   | Німеччина   | Тімон Велленройтер |
| 23 | НП   | Алжир       | Аніс Хадж-Мусса    |
| 25 | ПЗ   | Суринам     | Шайло'т Занд       |
| 26 | ЗХ   | Нідерланди  | Гівайро Рід        |
| 28 | ПЗ   | Марокко     | Уссама Таргаллін   |
| 29 | ПЗ   | Аргентина   | Есек'єль Бульяуде  |
| 30 | ЗХ   | Швейцарія   | Джордан Лотомба    |
| 31 | НП   | Мексика     | Стефано Каррільйо  |
| 32 | НП   | Нідерланди  | Аймен Сліті        |
| 34 | ПЗ   | Кот-д'Івуар | Кріс-Кевен Надже   |
| 35 | ЗХ   | Нідерланди  | Нерайшо Касанвірйо |
| 36 | НП   | Нідерланди  | Джейден Слорі      |
| 39 | ВР   | Ірландія    | Ліам Боссен        |
| 40 | ПЗ   | Нідерланди  | Лучано Валенте     |
| 43 | ЗХ   | Нідерланди  | Ян Плуг            |
|    | ЗХ   | Бельгія     | Антеф Цунгі        |

## Відомі гравці
- Йоган Кройф
- Рональд Куман
- Джованні ван Бронкгорст
- Ед де Гуй
- Рууд Гулліт
- Дірк Кейт
- Робін ван Персі
- Генрік Ларссон
- Йон-Даль Томассон
- Єжи Дудек
- Еузебіуш Смолярек
- Нурі Шахін
- Люк Вілкшир
- Сіндзі Оно

## Досягнення
- Чемпіон Нідерландів (16) — 1923/24, 1927/28, 1935/36, 1937/38, 1939/40, 1960/61, 1961/62, 1964/65, 1968/69, 1970/71, 1973/74, 1983/84, 1992/93, 1998/99, 2016/17, 2022/23.
- Володар Кубка Нідерландів (14) — 1929/30, 1934/35, 1964/65, 1968/69, 1979/80, 1983/84, 1990/91, 1991/92, 1993/94, 1994/95, 2007/08, 2015/16, 2017/18, 2023/24
- Володар Суперкубка Нідерландів (5) — 1991, 1999, 2017, 2018, 2024.
- Володар Кубка чемпіонів (1) — 1969/70.
- Володар Міжконтинентального Кубка (1) — 1970.
- Володар Кубка УЄФА (2) — 1973/74, 2001/02.
- Фіналіст Ліги конференцій УЄФА (1) — 2021/22